# Georg von Liebig

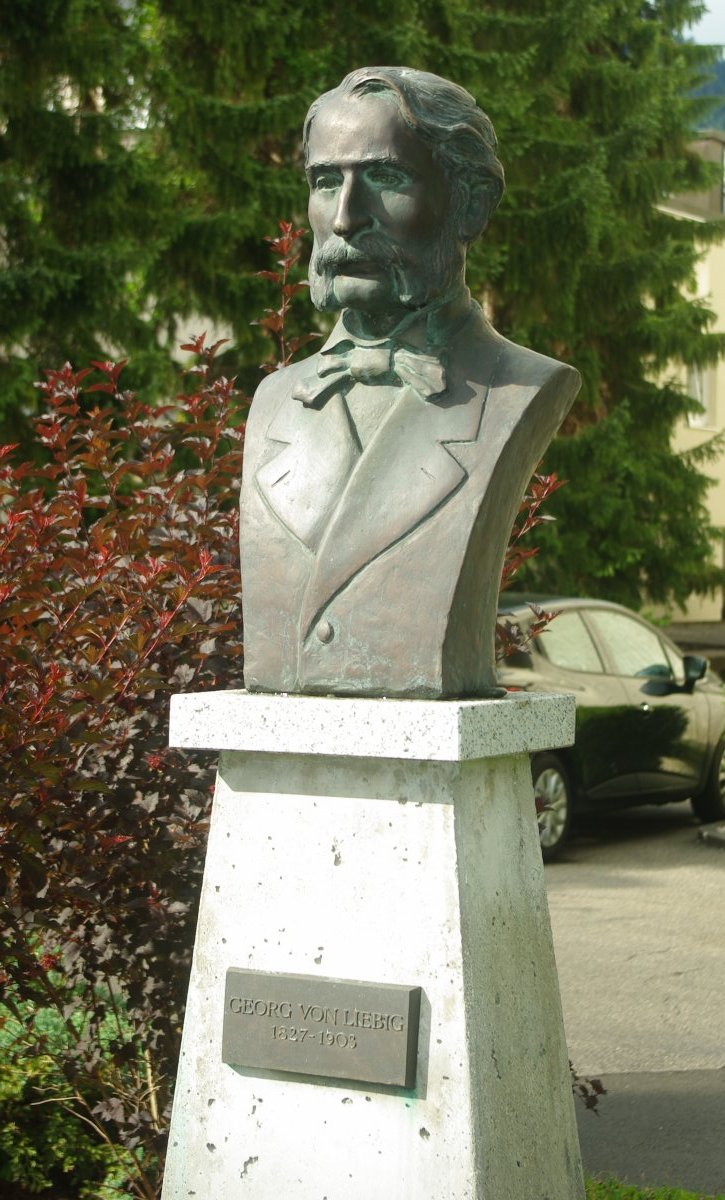
Georg von Liebig, Büste in Bad Reichenhall

Georg von Liebig, ab 1845 Freiherr von Liebig (* 17. Februar 1827 in Gießen; † 31. Dezember 1903 in München) war ein deutscher Mediziner und Klimatologe.

## Leben

Wappen der Freiherren von Liebig

Georg war der älteste Sohn des Chemikers Justus von Liebig, der das freiherrliche Haus des liebigschen Geschlechts begründete. Er studierte in Gießen und Berlin und fuhr 1853 für die Englische Ostindien-Kompanie (E.I.C.) nach Bombay. 1856 wurde er Professor in Kalkutta, 1859 war er als Bezirks- und Salinenarzt in Reichenhall wieder auf europäischem Boden tätig. Dort schuf er 1864 gemeinsam mit Ernst Mack eine Anlage mit der ersten brauchbaren pneumatischen Kammer im Dianabad. Ab 1873 arbeitete Liebig dann nur noch im Sommer in Reichenhall und zog im Winter nach München. 1877 habilitierte er sich an der dortigen Universität und wurde kurz darauf dort Privatdozent für Klimatologie und Balneologie.
Georg Liebig starb 1903 im Alter von 76 Jahren in München.

## Grabstätte

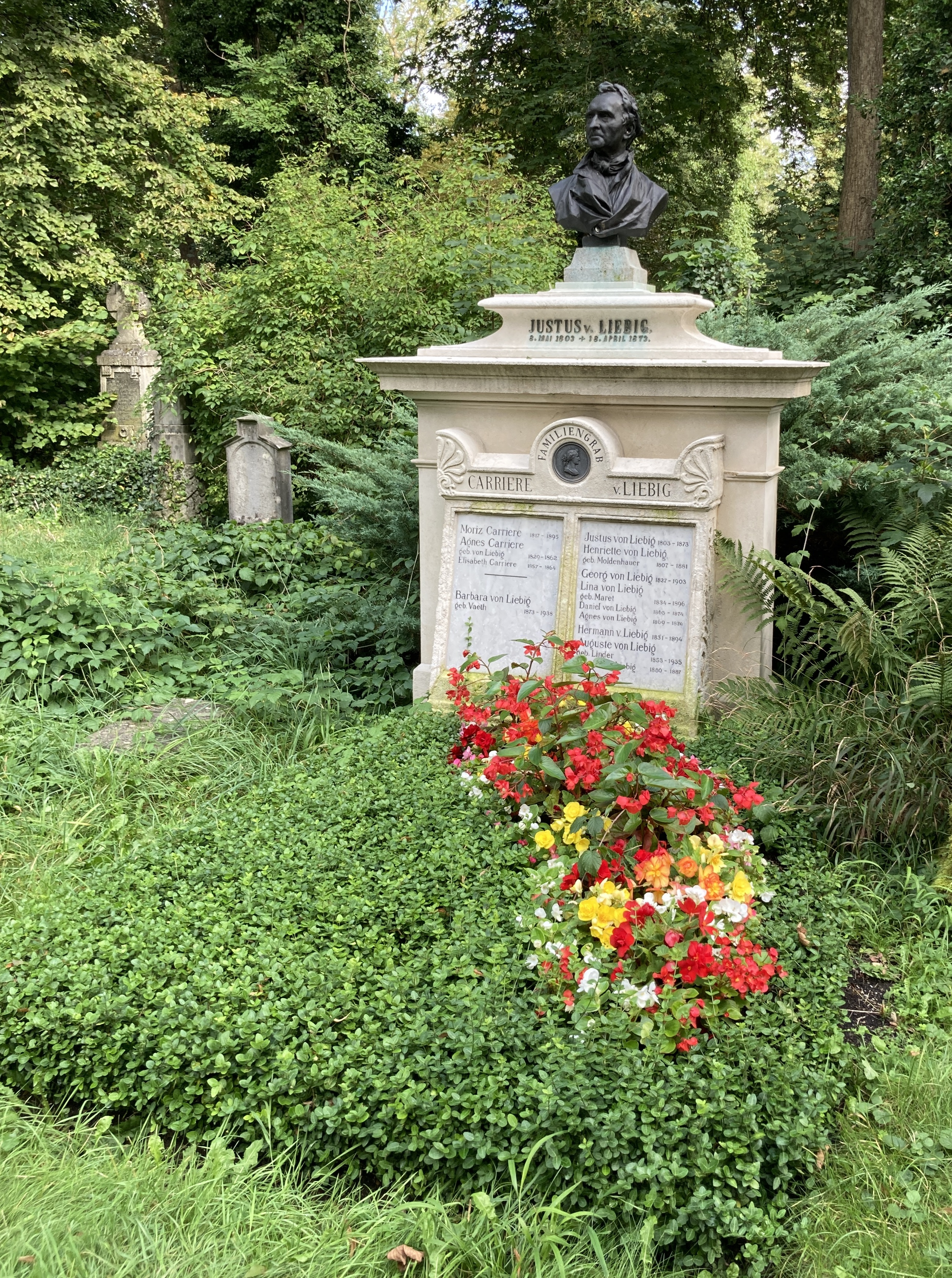
Grab von Georg Liebig auf dem Alten Südlichen Friedhof in München

Die Grabstätte von Georg Liebig befindet sich auf dem Alten Südlichen Friedhof in München (Gräberfeld 40 – Reihe 12 – Platz 11) Standort. In dem Grab befinden sich auch sein Vater und seine Mutter, sowie Geschwister und weitere Verwandte. In dem Grab befinden sich aufgrund der familiären Verflechtungen auch Mitglieder der Familie Carriere. Das Grabmal entwarf der Bildhauer Anselm Sickinger. Die Büste Justus von Liebigs schuf Michael Wagmüller. Ursprünglich war sie aus Marmor und von einem Glasgehäuse geschützt. Später wurde sie durch eine Bronzekopie ersetzt.

## Ehrungen

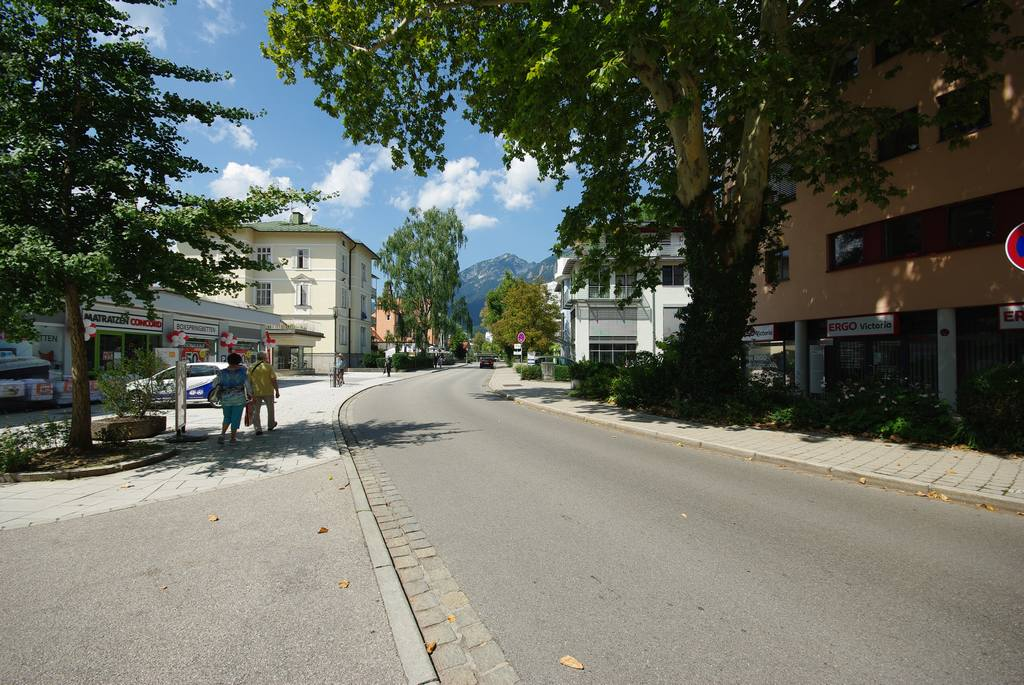
Liebigstraße in Bad Reichenhall

Die Liebigstraße in Bad Reichenhall ist nach Georg von Liebig benannt.

## Schriften
- Reichenhall, sein Klima und seine Heilmittel; 6. Aufl. 1889
- Der Luftdruck in den pneumatischen Kammern und auf den Höhen; 1898